# Port parallèle
 (décembre 2011).
Si vous disposez d'ouvrages ou d'articles de référence ou si vous connaissez des sites web de qualité traitant du thème abordé ici, merci de compléter l'article en donnant les références utiles à sa vérifiabilité et en les liant à la section « Notes et références ».

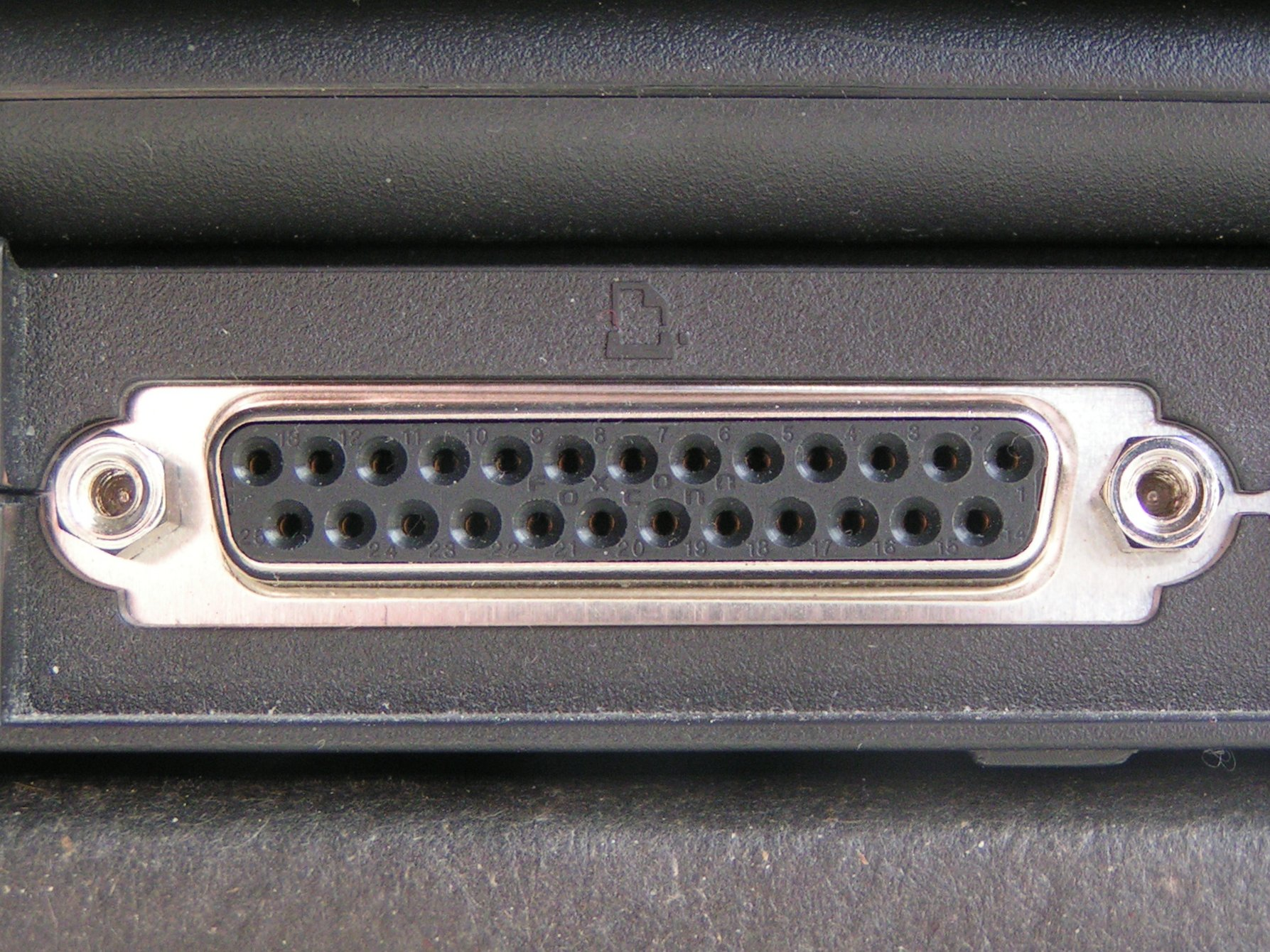
Port parallèle pour imprimante (format DB-25) au dos d'un ordinateur portable.

Le port parallèle est un connecteur situé à l'arrière des ordinateurs compatibles PC reposant sur la communication parallèle. Il est associé à l'interface parallèle Centronics.
La communication parallèle a été conçue pour une imprimante imprimant du texte, caractère par caractère. Les imprimantes graphiques (pouvant imprimer des images) ont ensuite continué à utiliser ce système pour profiter de l'interface parallèle normalisée.
Le port parallèle est à l'origine unidirectionnel. Ce type d'interface a évolué vers le standard IEEE 1284, à la fois bidirectionnel et plus rapide.
Les niveaux électriques utilisés sont les niveaux correspondant aux circuits TTL (0-5V).

## Le nom de périphérique associé
Sous les systèmes d'exploitation de Microsoft (MS-DOS puis Windows), le port parallèle est désigné par les lettres LPT pour Line Printing Terminal. Ce nom vient des limitations de l'imprimante qui ne pouvaient à l'origine imprimer que du texte, une ligne après l'autre.
De manière semblable, ce port est désigné sous les systèmes d'exploitation de type UNIX et Linux par le « fichier spécial » /dev/lp.

## Les connecteurs
Du côté de l'ordinateur, le port parallèle est constitué par un connecteur DB25 à 25 broches. On y branche le câble de l'imprimante.
Du côté de l'imprimante, le connecteur Centronics comporte 36 broches. Il a une très grande robustesse mécanique, ce qui a conduit à l'utiliser aussi pour brancher une multitude d'autres appareils : scanner, lecteur de disques amovibles, lecteur de type Iomega Zip, caméra de vidéoconférence, lecteur de sauvegarde sur bandes, graveur de CD-Rom ou disques en rack.

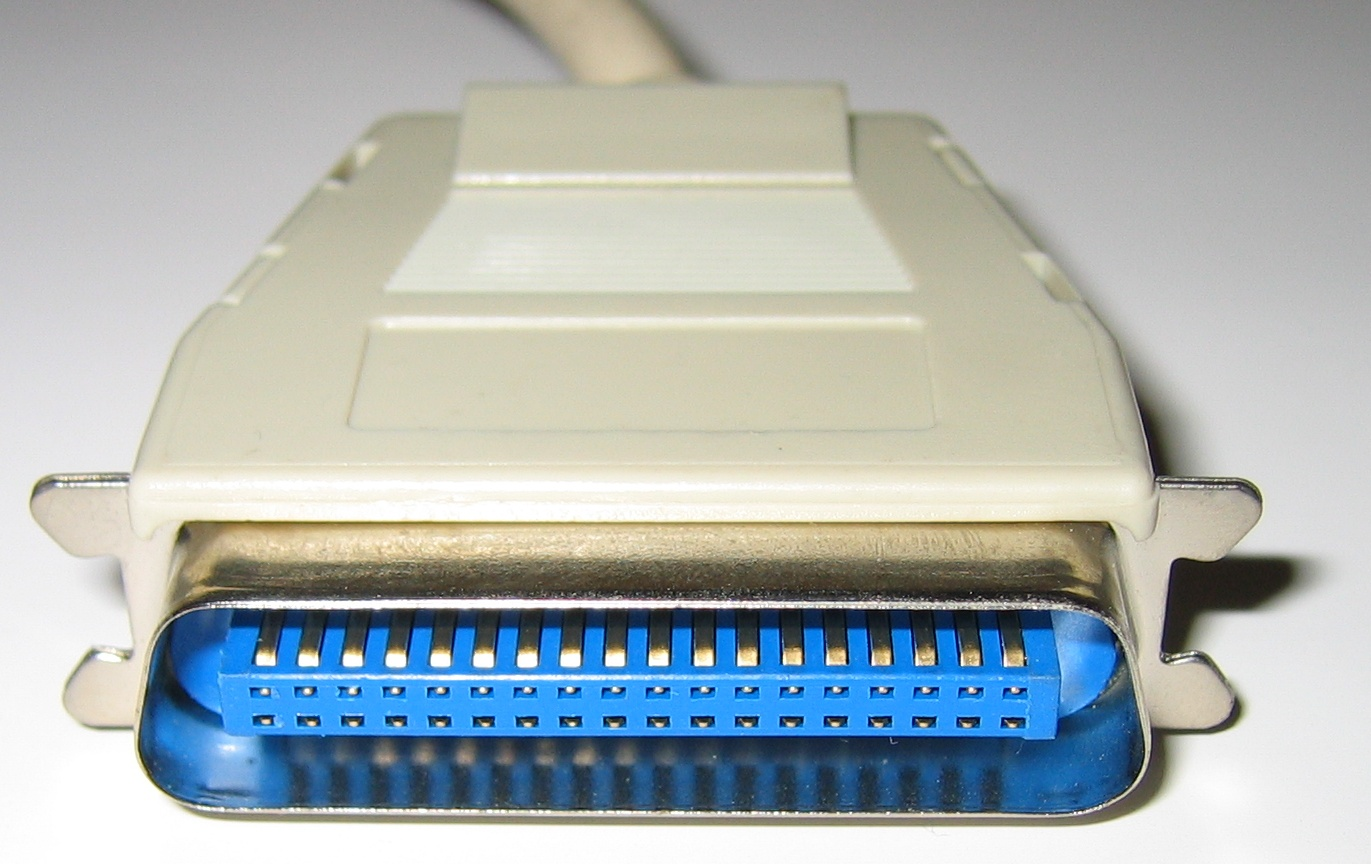
Centronics mâle.
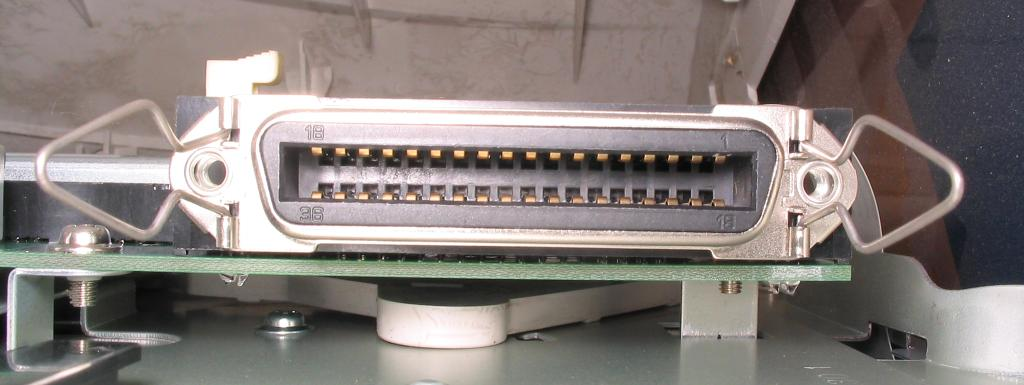
Centronics femelle.
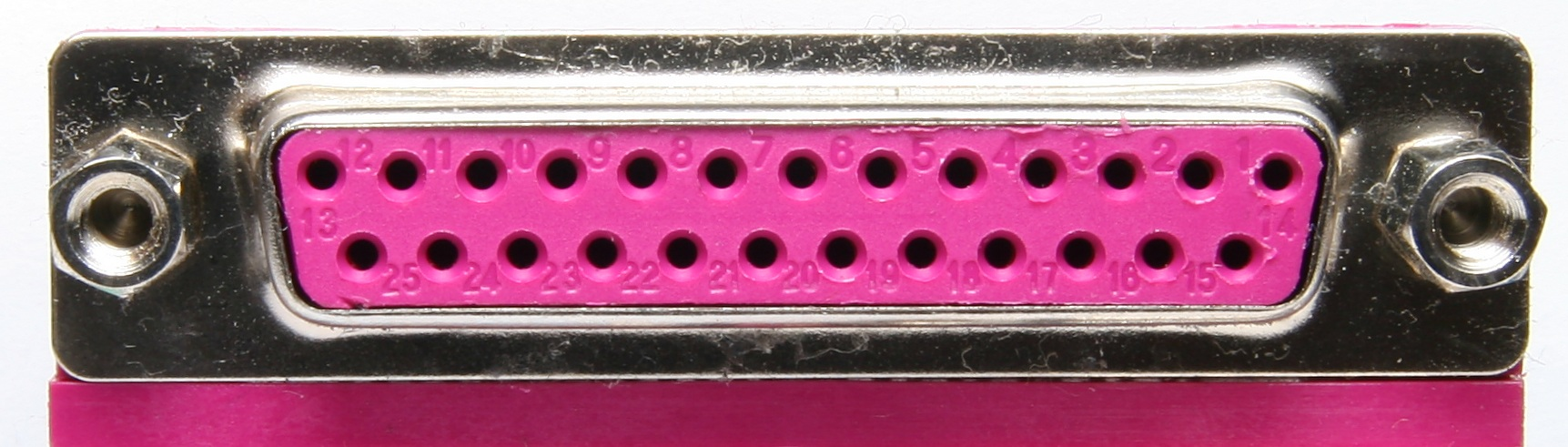
DB 25 parallèle femelle.

## Brochageprise DB25
| Numéro | Nom                   | Désignation                   |
| ------ | --------------------- | ----------------------------- |
| 1      | _STR - Strobe         | Balayage                      |
| 2      | D0 - Data bit 0       | Bit de données 0              |
| 3      | D1 - Data bit 1       | Bit de données 1              |
| 4      | D2 - Data bit 2       | Bit de données 2              |
| 5      | D3 - Data bit 3       | Bit de données 3              |
| 6      | D4 - Data bit 4       | Bit de données 4              |
| 7      | D5 - Data bit 5       | Bit de données 5              |
| 8      | D6 - Data bit 6       | Bit de données 6              |
| 9      | D7 - Data bit 7       | Bit de données 7 (poids fort) |
| 10     | ACK - Acknowledgement | Acquittement                  |
| 11     | Busy                  | Occupé (lecture des données)  |
| 12     | Paper Out             | Plus de papier                |
| 13     | Select                | Sélection                     |
| 14     | Auto feed             | Saut de page                  |
| 15     | Error                 | Erreur                        |
| 16     | Reset                 | Réinitialisation              |
| 17     | Select Input          | Sélection de l'entrée         |
| 18-25  | GND                   | Masse                         |

(Source : commentcamarche.net )

## Brochageprise Centronics
| Numéro                                             | Nom                   | Désignation                   |
| -------------------------------------------------- | --------------------- | ----------------------------- |
| 1                                                  | _STR - Strobe         | Balayage                      |
| 2                                                  | D0 - Data bit 0       | Bit de données 0              |
| 3                                                  | D1 - Data bit 1       | Bit de données 1              |
| 4                                                  | D2 - Data bit 2       | Bit de données 2              |
| 5                                                  | D3 - Data bit 3       | Bit de données 3              |
| 6                                                  | D4 - Data bit 4       | Bit de données 4              |
| 7                                                  | D5 - Data bit 5       | Bit de données 5              |
| 8                                                  | D6 - Data bit 6       | Bit de données 6              |
| 9                                                  | D7 - Data bit 7       | Bit de données 7 (poids fort) |
| 10                                                 | ACK - Acknowledgement | Acquittement                  |
| 11                                                 | Busy                  | Occupé (lecture des données)  |
| 12                                                 | Paper Out             | Plus de papier                |
| 13                                                 | Select                | Sélection                     |
| 14                                                 | Auto feed             | Saut de page                  |
| 32                                                 | Error                 | Erreur                        |
| 31                                                 | Reset                 | Réinitialisation              |
| 36                                                 | Select Input          | Sélection de l'entrée         |
| 19-20 21-22 23-24 25-26 27 28+29 16+30 Shield + 17 | GND                   | Masse                         |

## Évolution
Le port parallèle fut remplacé par des interfaces de type USB et FireWire (IEEE 1394) qui permettent de plus grands débits, sont plus maniables, moins coûteuses et surtout bien moins encombrantes. Ce ne sont pas seulement les connecteurs qui changent, mais aussi la logique de flux sous-jacente, qui de parallèle devient série et multiplexée, ce qui demande davantage d'électronique, mais se traduit par une nette baisse de la quantité de matières premières nécessaires à la fabrication.